# Erlanger Pfarrerstochter

Wappen (1911)

Die 1858 gegründete Erlanger Pfarrerstochter – auch Vereinigung auswärtiger inaktiver Corps-Studenten des Kösener SC – geht auf einen bereits vorher bestehenden informellen studentischen Stammtisch zurück. Er entwickelte sich zur ersten corpsstudentischen Inaktivenvereinigung.

## Hintergrund
Die Corps an der Friedrich-Alexander-Universität waren nach dem Lebenscorpsprinzip organisiert und ließen deswegen keine Studenten zu, die bereits Mitglied eines anderen Corps waren. Wer als auswärtiger Corpsstudent nach Erlangen wechselte, konnte also bei Onoldia, Baruthia (vor 1876) und Bavaria (vor 1900) nicht aktiv werden. Emil Eisenlohr und Benno v. Kügelgen (Sohn des Historienmalers Wilhelm von Kügelgen) gründeten deshalb im Sommersemester 1858 die Vereinigung auswärtiger inaktiver Corps-Studenten des Kösener SC. Möglicherweise war sie eine unmittelbare Nachfolgerin der Mitte der 1850er Jahre nachgewiesenen losen Inaktivenvereinigung Eiskeller. Bekannt wurde sie unter dem Namen Pfarrerstochter. Der erste Fürstand (Vorsitzende) war der Münchner Franke Heinrich Gemeiner.

## Name

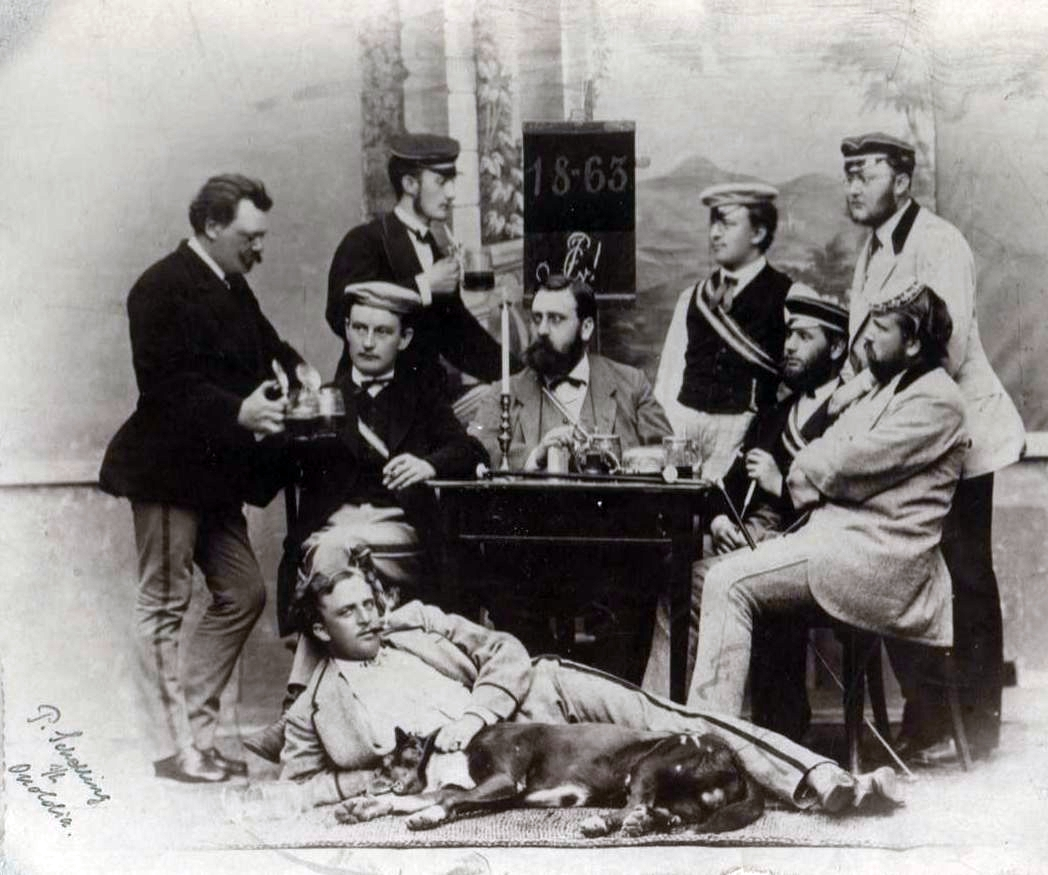
Die Gründer (1863)

Der seinerzeit sehr populäre Name nimmt mit dem Begriff der Pfarrerstochter verbundene Stereotype auf. Die meistens bei Männern für Im Vertrauen gebrauchte Redewendung Unter uns (katholischen) Pfarrerstöchtern wird ebenso als Grund für die Namensgebung aufgeführt. In einer Art Streisand-Effekt ante festum wurde die vergleichsweise informelle Vereinigung deutschlandweit bekannt, als sich der bayerische Pfarrverein bei der Universitätsleitung, beim Magistrat, beim Kultusministerium und vor Gericht gegen die Namensgebung zur Wehr setzte.
Zur Namensgebung gibt es mehrere Erklärungen. Vermutlich wurde (auch) auf die damals mächtige Theologische Fakultät und die vielen lutherischen Theologiestudenten angespielt. Der Umgangston in der Frühzeit galt als rau, was unter anderem mit dem Ausdruck „Erlanger Stierkampf“ belegt worden war. 1805 seien von 216 eingeschriebenen Studenten 56 mit Karzerstrafen belegt worden. Trotz der sehr geringen Anzahl von Studenten war die Erlanger Universität 1810 nur deshalb nicht geschlossen worden, weil sie die einzige bayerische Landesuniversität mit einer lutherisch-theologischen Fakultät war.
Die Redewendung selbst geht möglicherweise auf den 1833 in England erschienenen Roman The parson’s daughter des notorischen Playboys und Scherzbolds Theodore Hook zurück, der bereits 1844 unter dem Titel Die Pfarrerstochter auf Deutsch vorlag. Das dabei karikierte Stereotyp von verarmten Landadligen und kinderreichen Pastoren, deren Töchter mangelnde Mitgift mit betonter Tugend und vermehrter Bildung wettzumachen suchten, war zu jener Zeit, eine Generation nach dem Tod Jane Austens, bereits breit etabliert.
Das Erlanger Tageblatt schrieb einem „alten Geistlichen“ die Erklärung zu, in Hof (Bayern) hätten sich die erwachsenen Pfarrerstöchter aus der ganzen Umgebung zu einem Damenkränzchen zusammengefunden. Darüber habe sich ein Dekan aufgeregt, was von der vorsitzenden Pfarrerstochter energisch zurückgewiesen worden sei. „Unter uns Pfarrerstöchtern kommt so was nicht vor. Dafür sind wir viel zu gut erzogen.“ Dieser Ausspruch sei durch einen Pfarrerssohn nach Erlangen gekommen, bei einem Theologenstammtisch ironisch gebraucht und dann von der Inaktivenvereinigung übernommen worden.

## Halboffizielle Verbindung

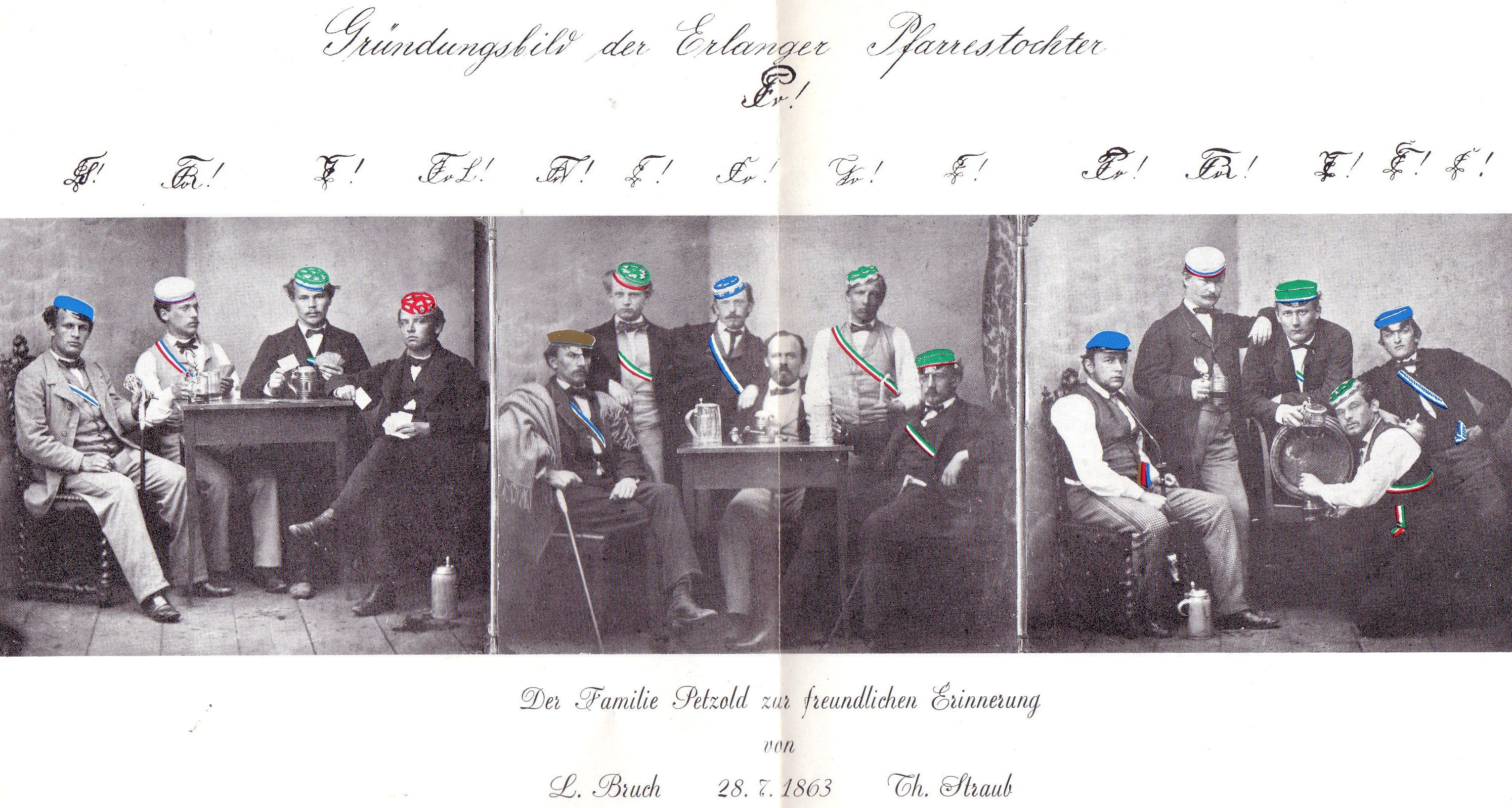
Gründungsbild für die Oppelei

1863 konstituierte sich die Pfarrerstochter mit Satzung, Wappen und Zirkel. Sie wählte die Farben weiß–hellblau–weiß. Der Wahlspruch war Virtus in medio!
Sie strebte den Charakter einer Korporation zunächst nicht an, trat aber bei Universitätsfeiern als eigenständiger Bund auf und saß nicht beim Präsidium des Senioren-Convents (SC). Sie hatte anfangs 26, um die Wende zum 20. Jahrhundert 78 Mitglieder aus 30 Corps. Faktisch wurde sie das vierte, ab 1894 das fünfte Erlanger Corps. Sie nahm nur Angehörige des Kösener Senioren-Convents-Verbands und Mitglieder des Aschaffenburger Senioren-Convents auf. Mitglieder der Erlanger Corps wurden nur zugelassen, wenn sie (ausnahmsweise) auch Bänder auswärtiger Corps trugen.
1873 gab es eine Unterbrechung aufgrund der zwischenzeitlichen Gründung des Waffencorps Rhenania Erlangen. Die Pfarrerstöchter Zahn und Munzinger traten ihr sogleich bei. Alle anderen wurden MC des ersten Erlanger Waffencorps. Im sog. Erlanger Sezessionsstreit weigerten sich die drei Lebenscorps Onoldia, Baruthia und Bavaria, Rhenania als SC-Corps anzuerkennen. Das führte zu Verwicklungen mit dem Dachverband, dem Kösener Senioren-Convents-Verband. Die Erlanger Corps Baruthia und Bavaria Erlangen folgten Rhenanias Beispiel und wurden ebenfalls Waffencorps.
1888/89 hatte die Pfarrerstochter „50–60 Mitglieder, die bei der Gastwirtschaft Ochs ihre bescheidenen Mahlzeiten gemeinschaftlich einnahmen. Die meisten arbeiteten fleißig. Es gab aber auch Ausnahmen“ (W. Weber). Als Langzeitstudenten hatten manche Pfarrerstöchter 25–30, einige 40 (sorgenfreie) Semester hinter sich; in ordentliche Berufe kamen aber alle. Der spätere Sanitätsrat Dr. Wilhelm Weber (1868–1963) trat als Fuchs bei Hasso-Borussia vorübergehend aus, um das 4. Semester in Erlangen zu verbringen und das Physikum zu machen. In seinen Lebenserinnerungen schildert er die Erlanger Vorklinik, die Pfarrerstochter und das Leben an der „bierfränkischen“ Universität im sehr kalten Wintersemester 1888/89:

„Erlangen war damals noch recht billig. Ein beliebtes Abendessen bestand [damals wie heute] aus einem gebratenen Leber- und Blutwürstchen mit Sauerkraut und Kartoffelbrei. Das kostete 24 Pfennige. Dazu trank man reichlich Bier, von dem das Halbliterglas 12 Pfennige kostete. Man brauchte also keine Mark auszugeben, um abends gut gefüllt mit Festem und Nassem in die Federn zu sinken. Das teuerste Gericht war Filetbeefsteak. Es kostete 50 Pfennige. Als es in meinem Winter auf 55 Pfennige erhöht wurde, aß wochenlang kein Mensch in der Pfarrerstochter dieses sonst so beliebte Gericht. Es war der erste Streik, den ich erlebte. Soviel ich mich erinnere, gewann ihn aber der Wirt. … [Ein Monatswechsel von] 120 Mark genügte für Erlangen völlig. Die Bude kostete nur 15 oder 18 Mark.“

Als Verkehrsgast bei der Bavaria war Ludwig Thoma (Hubertia Aschaffenburg, Suevia München) an seiner Promotion beteiligt.
Die lebendige Tradition der Pfarrerstochter zeigte sich bei den Festivitäten im Juli 1910, als Erlangen 100 Jahre beim Königreich Bayern war. Beim 50. Stiftungsfest am 22. Juli pries Wilhelm Filehne die Pfarrerstochter als Hüterin der alten corpsstudentischen Ideale. Ihre Mitglieder überwanden die Enge ihrer Corps und der Kösener Kreise. So wurde die Pfarrerstochter auch als „Kleiner Kösener“ bezeichnet. Die Kneipen wurden protokollarisch festgehalten. Von 1880 bis nach dem Ersten Weltkrieg wurden die Pfarrerstöchter dabei von Georg Röthlingshofer und seinen Söhnen und Enkeln bedient. Im Restaurant des Wirtes Franz Siedersbeck in der Hauptstraße 40 war 1908 noch der Tisch zu finden, der die Namen der Gründungsmitglieder von 1863 und das Bildnis des früheren Pedells A. Hinker überlieferte.
Mit einer Weihnachtskneipe und dem Weinfrühschoppen feierte die Pfarrerstochter 1921 Kaisers Geburtstag in der (republikanischen) Öffentlichkeit. Am Reichsgründungskommers des SC nahm sie geschlossen teil.

## Konflikt um den Namen

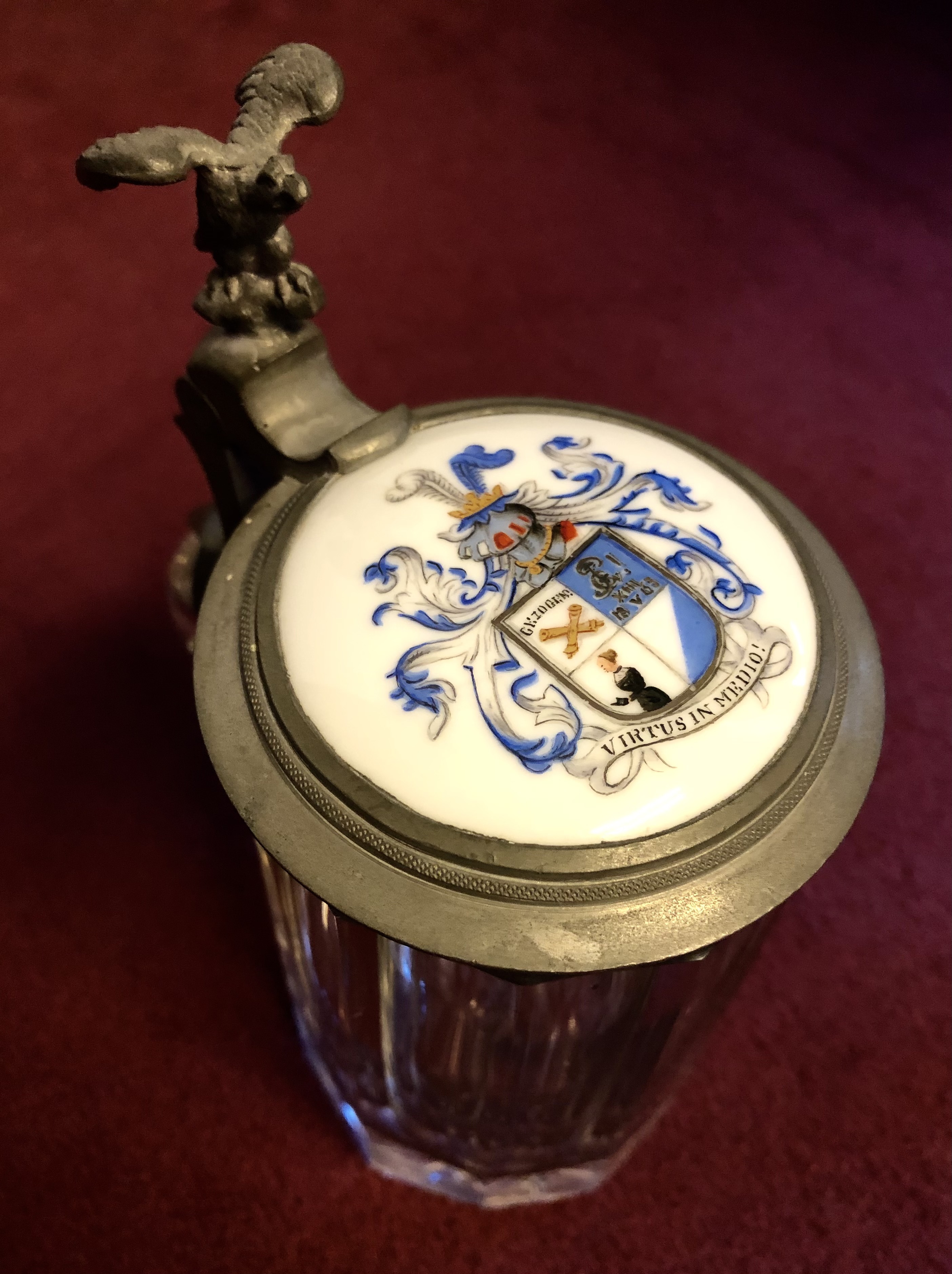
Bierkrug aus dem Jahr 1895 mit Wappen der Pfarrerstochter

Schon 1899 hatte der Pfarrverein der protestantischen Landeskirche im Königreich Bayern Anstoß an dem Namen genommen. Aufgrund einer Eingabe hatte der Akademische Senat den Namen Pfarrerstochter als unpassend erklärt und mit disziplinarischem Einschreiten gedroht. Der informelle Gebrauch ging weiter. 1908 alarmierte ein Perlacher Amtsbruder den Pfarrervereinsvorsitzenden K. Haußleiter aufgrund einer Einladungsanzeige der Pfarrerstochter in der Augsburger Abendzeitung zum 45. Stiftungsfest.
Haußleiter wandte sich erneut an den Akademischen Senat, der sich für nicht zuständig erklärte; denn die Pfarrerstochter war keine studentische Korporation im Sinne der Universitätssatzungen. Der Pfarrverein beschwerte sich bei der Stadt Erlangen, deren Magistrat in öffentlicher Sitzung dazu tagte und sich als nicht zuständig erklärte. Der Pfarrverein blieb erfolglos, klagte vergeblich und beschwerte sich beim Kultusministerium. Darauf wurde der Akademische Senat erneut aktiv und verlangte, zu jedem Semesterbeginn sei dem Vorsitzenden der „Vereinigung auswärtiger inaktiver Corps-Studenten“ zu eröffnen, dass den Mitgliedern im Falle der öffentlichen Führung des umstrittenen Namens disziplinäre Bestrafung drohe. Diese Entscheidung fiel erst im Mai 1910.
1909 veröffentlichte die Jugend ein Spottgedicht auf den jahrelangen Vorgang.:
Das Lied von der „Pfarrerstochter“ (nach einer wahren Erlanger Begebenheit)
Es sind die Pfarrerstöchterlein

Der Frauen schönste Sterne!

Schon Goethe hatt’ in Sesenheim

Ein Pfafferstöchterl gerne.

Drum nannte auch ein Korps-Verein

Sich „Pfarrerstochter“ keck.

Als dies vernahm der Pfarrverein,

Bekam er einen Schreck.

Juchu, heidi

Bekam er einen Schreck.

Das Vaterherz, es war empört,

Es klagt’s dem Magistrate:

„Dieweil solch Name unerhört,

Verbiet’ ihn ohne Gnade!“

Der Magistrat die Nase schnaubt

Und spricht mit Lachen dies’:

„Der holde Name bleibt erlaubt,

Denn er klingt zuckersüß!

Juchu, heidi,

Denn er klingt zuckersüß!“

Die Pfarrerstöchter, blond und fein,

Sind allerliebste Göhren.

Wie alle hübschen Mägdelein

Soll man sie hoch verehren!

O Pfarrverein, du bist mir leid!

Du dauerst mich gar sehr!

Wenn ihr gar so empfindlich seid,

Dann zeugt halt keine mehr!

Juchu, heidi,

Dann zeugt halt keine mehr!

## Nachwirken
Die Blütezeit der Pfarrerstochter hielt bis nach 1918 an. Die Neugründung nach dem Zweiten Weltkrieg war nur von kurzer Dauer und begrenzte sich auf die Sommersemester von 1953 bis 1957. Noch 1931 galt sie bei Michael Doeberl als alte und bekannte, noch bestehende Vereinigung. Hermann Wolfgang Zahn erinnerte sich in seiner Autobiographie an die Pfarrerstochter, „die wegen ihrer etwas rauhen Sitten viel von sich reden machte“. Helmut de Boor führte 1974 in den Beiträgen zur Geschichte der deutschen Sprache und Literatur mit Verweis auf eine Mitteilung des korporierten Islamwissenschaftlers Hans Joachim Kißling die Pfarrerstochter als sehr große, ungemein populäre und älteste Inaktivenvereinigung des Kösener SC an, die unter den Studenten ganz Deutschlands bekannt gewesen sei.